# Le Chihuahua de Beverly Hills 3
 (novembre 2017).
Si vous disposez d'ouvrages ou d'articles de référence ou si vous connaissez des sites web de qualité traitant du thème abordé ici, merci de compléter l'article en donnant les références utiles à sa vérifiabilité et en les liant à la section « Notes et références ».
Série
Le Chihuahua de Beverly Hills 2
(2011)
Pour plus de détails, voir Fiche technique et Distribution.
Le Chihuahua de Beverly Hills 3 (Beverly Hills Chihuahua 3: Viva la Fiesta!), est un film américain pour enfants à partir de 6 ans. Réalisé par Lev L. Spiro, et mettant en scène George Lopez, Odette Yustman et Zachary Gordon, le film se concentre sur Papi et Chloé, maintenant marié, en compagnie de leurs 5 chiots. Le film a été distribué par Walt Disney Home Entertainment à partir du 18 septembre 2012 aux États-Unis en DVD et Blu-Ray. C'est la suite de Le Chihuahua de Beverly Hills.

## Distribution

### Voix des animaux
- George Lopez (VQ : Sylvain Hétu) : Papi
- Odette Yustman (VQ : Aline Pinsonneault) : Chloé
- Zachary Gordon (VQ : Vassili Schneider) : Papi Junior
- Emily Osment (VQ : Gabrielle Thouin) : Pep
- Madison Pettis (VQ : Catherine Préfontaine) : Lala
- Chantilly Spalan : Rosa
- Delaney Jones (VF : Clara Quilichini) : Ali
- Jon Huertas (VQ : Nicolas Charbonneaux-Collombet) : Alberto
- Ernie Hudson (VQ : Yves Corbeil) : Pedro
- Miguel Ferrer : Delgado
- Phill Lewis : M. McKibble
- Bridgit Mendler (VQ : Isabelle Leyrolles) : Marie Appoline Bouvier
- Loretta Devine (VQ : Viviane Pacal) : Delta

### Les humains
- Marcus Coloma (VF : Emmanuel Garijo ; VQ : Patrice Dubois) : Sam Cortez
- Erin Cahill (VF : Laura Blanc ; VQ : Julie Burroughs) : Rachel Ashe
- Susan Blakely (VQ : Madeleine Arsenault) : tante Vivian
- Elaine Hendrix (VQ : Élise Bertrand) : Colleen Mansfield
- Lupe Ontiveros : Mrs. Cortez
- Castulo Guerra : Mr. Cortez
- Morgan Fairchild (VQ : Nathalie Coupal) : commentatrice